# Монахов, Вадим Макариевич
Монахов Вадим Макариевич (15 марта 1936, Москва, СССР, — 12 ноября  2019, Москва) — учёный, педагог, доктор педагогических наук, профессор, член-корреспондент Российской академии образования.

## Биография
Родился в Москве 15 марта 1936 года.
В январе 1959 года окончил физический факультет Московский государственный университет им. М. В. Ломоносова.
В этом же году он поступил на инженерное отделение механико-математического факультета в Московском университете, там получил второе высшее образование.
С 1959 по 1963 Монахов работал научным сотрудником отдела динамического прогнозирования вычислительного центра главного управления гидрометслужбы. Им была создана гидродинамическая модель прогнозирования вертикальных токов .
В 1978 году Монахову присвоили ученое звание профессора «Методики преподавания математики». В 1982 году был избран членом-корреспондентом АПН СССР.
С 1963 года по 1992 год Вадим Макариевич был сотрудником НИИ содержания и методов обучения АПН СССР. Монахов сначала работал младшим научным сотрудником, а потом был повышен в должности, и стал директором института.
С 1993 года В. М. Монахов работал на факультете информатики и математики Московского государственного педагогического университета М. А. Шолохова, был деканом факультета информатики и математики, а также заведующим кафедрой методики преподавания педагогических технологий .

## Информатизация образования
Вадим Макариевич Монахов — создатель нового научного направления информатизации школьного образования. Он совместно с академиками А. П. Ершовым и А. А. Кузнецовым создали первый учебник «Основы информатики и вычислительной техники» для школьников.
Монахов был научным руководителем комплексных академических программ «Единый уровень содержания образовательной подготовки в средних учебных заведениях», «Нормализация общей и учебной нагрузки школьников», «Компьютеризация и информатизация школьного образования».
В. М. Монахов принимал участие в международных конгрессах по математическому образованию, представлял Россию на I конгрессе ЮНЕСКО «Информатика и образование» в Париже.

## Учёные степени
Кандидат педагогических наук в 1963 г.
Тема кандидатской диссертации: «Методика преподавания курса «Теория математических машин и основы программирования».
Доктор педагогических наук в 1973 г.
Тема докторской диссертации: «Введение в школу приложений математики, связанных с использованием ЭВМ».

## Основные публикации
«Технологические основы проектирования и конструирования учебного процесса» — монография, Волгоград, «Перемена», 1995 г., 12 п.л.
«Информатизация школьного образования» — монографический сборник под редакцией В. М. Монахова и Д. Штихта, Москва — Берлин, 1990 г.
«Основы информатики и вычислительной техники» — учебник, часть I и часть II., 1985—1986 гг., М., Просвещение, 20 п.л. (тираж 4,3 млн экз., в соавторстве).
«Алгебра — 8» — учебник, М., «Просвещение», 1973 г. 14 п.л. (в соавторстве, 15 переизданий, каждый тираж 4,3 млн экз.).
«Педагогическое проектирование-современный инструментарий дидактических исследований» — Школьные технологии. — 2001 г. — № 5.
«Алгебра — 8» — учебник, М., «Просвещение», 1973 г. 14	п.л. (в соавторстве, 15 переизданий, каждый	тираж 4,3 млн экз.).